# عضلة جلدية للعنق
العَضَلَةُ الجِلْدِيَّةُ لِلعُنُق أو العضلة المُبَطَّحَة (بالإنجليزية: Platysma muscle) هي عبارة عن عضلة سطحية تغطي العضلة القصية الترقوية الخشائية.
هي عبارة عن شريحة عريضة تنشأ من اللفافة التي تغطي الأجزاء العليا من العضلة الصدرية الكبيرة والعضلة المثلثة. تقوم أليافها بعبر الترقوة ثم تستمر في طريقها لأعلى بطريقة مائلة وللداخل على طول جانب الرقبة.
تندمج الألياف الأمامية للعضلة من اليسار واليمين معاً خلف وأسفل الارتفاق الذقني (وهو نقطة التحام نصفي الفك السفلي في فترة مبكرة من الحياة). لا يُعتبر الارتفاق الذقني ارتفاق حقيقي؛ ويعود السبب في ذلك إلى عدم وجود غضروف بين جزئي الفك السُفلي. الألياف الخلفية للعضلة تعبر الفك السفلي ويرتكز بعضها في عظم الفك السفلي أسفل الخط المائل، والبعض الآخر ينغرز في جلد والنسيج تحت جلد الجزء السفلي من الوجه.
في بعض الأحيان يمكن تتبع ألياف العضلة المبطحة إلى العضلة الوجنية الكبيرة وأحياناََ إلى عضلة الفم الدائرية. يهبط الوريد الوداجي الظاهر من زاوية الفك السفلي حتى الترقوة، أسفل العضلة الجلدية للعنق.

## التركيب

### التعصُّب
تستقبل العضلة إمدادها العصبي من الفرع العنقي للعصب الوجهي.

## الأهمية الطبي
تكون العضلة المبطحة عُرضة للتمزقات، الإجهاد، الضمور والعديد من الحالات المحتملة الأخرى، مثلها مثل باقي العضلات.
الأهمية الأخرى للعضلة المبطحة تكمن في مجال الجراحة التجميلية. حيث تصبح خطوط الرقبة أكثر وضوحاً مع التقدم في السن، وتتفاقم مع رفع الأثقال وعمليات شد الوجه. توجد العديد من الخيارات لتصحيح ذلك إذا لم تتحسن مع مرور الوق ومنها: ذيفان الوشيقية أو البوتوكس وعمليات شد الرقبة "platysmaplasty". عملية شد الرقبة قد تتم بشق جراحي أو بدون. العملية التي تتم بدون شق جراحي يتم فيها استخدام اداة تعرف باسم الplastymotome. تستغرق أعراض بعد الجراحة حوالي أسبوعين لكي تخف تدريجياً.

## صور إضافية

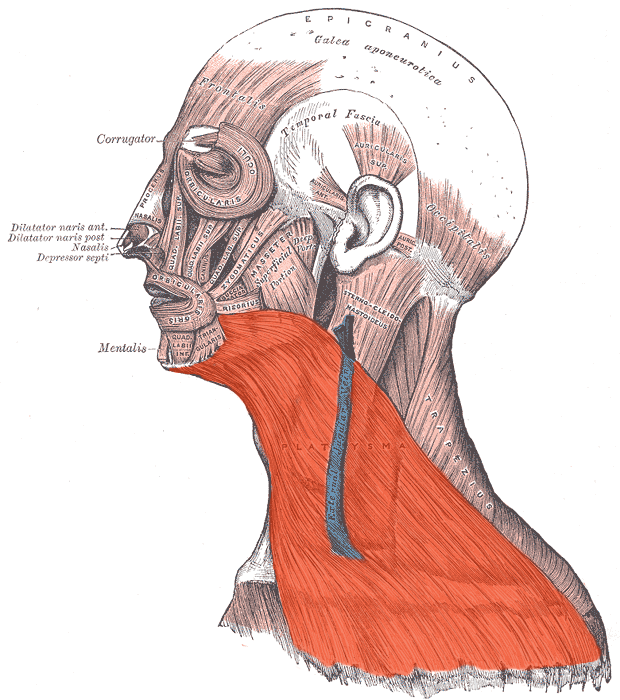
العضلة الجلدية للعنق تظهر في الأسفل مظللة باللون الأحمر.
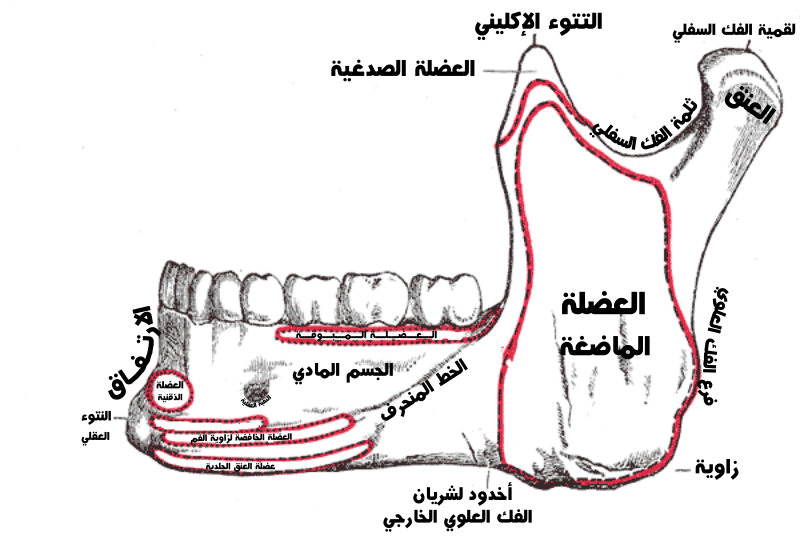
الفك السفلي. السطح الخارجي. منظر جانبي.
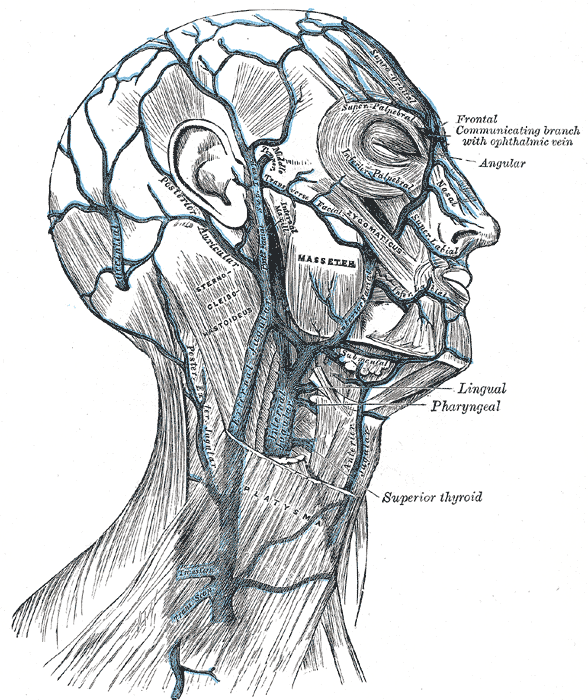
أوردة الرأس والرقبة.
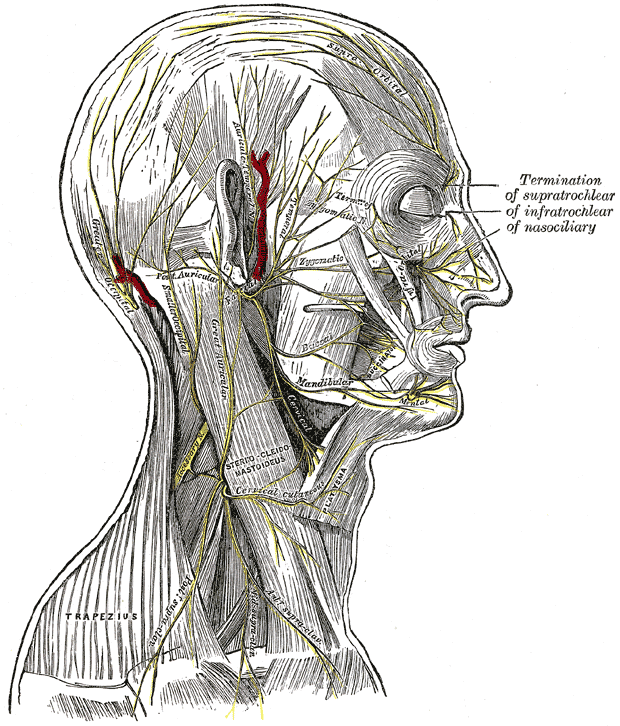
أعصاب فروة الرأس، الوجه، وجانب الرقبة.